# Łacinka białoruska
Łacinka białoruska, łacinka (biał. лацінка, łacinka) – wariant alfabetu łacińskiego, który został przystosowany do zapisu języka białoruskiego.
Współczesna łacinka białoruska oparta jest na alfabecie polskim z dodatkiem haczków (č, š, ž; podobnie jak w czeskim czy chorwackim), litery v oraz ŭ, za to nie zawiera liter ą, ę, ó, w i ż.
Pierwotnie była bliższa alfabetowi polskiemu i zamiast š, č, ž i v używano odpowiednio sz, cz, ż i w, którą zastąpiono w ostatniej kolejności w XX wieku.

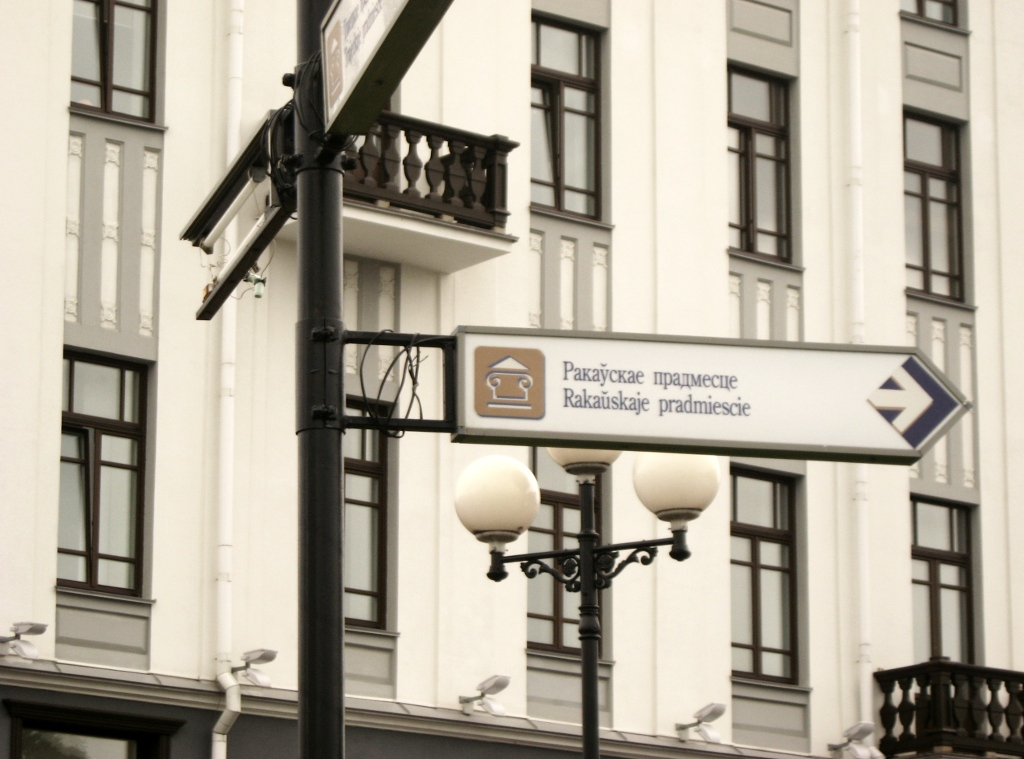
Drogowskaz w Mińsku

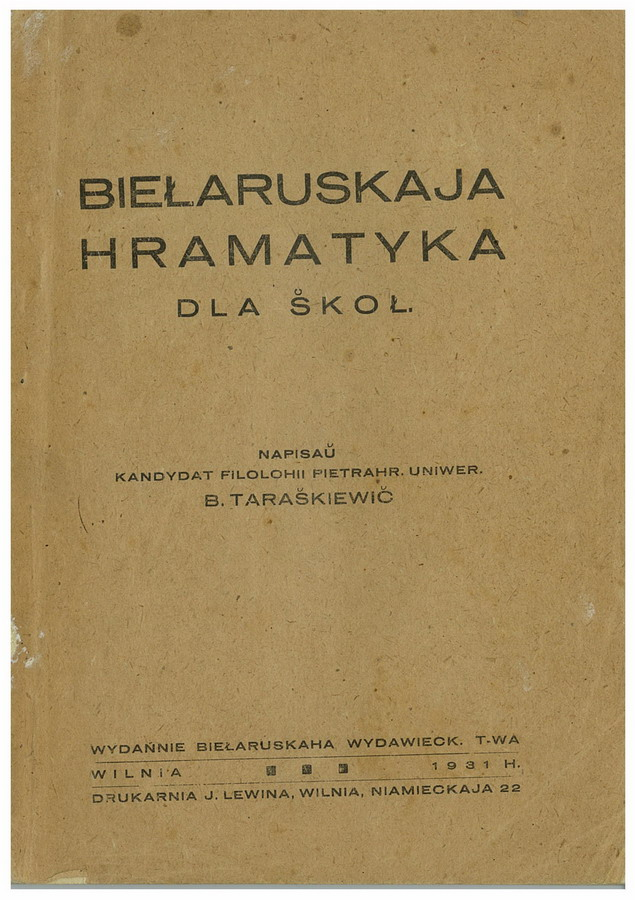
Podręcznik szkolny autorstwa Bronisława Taraszkiewicza wydany w Wilnie w 1931 roku

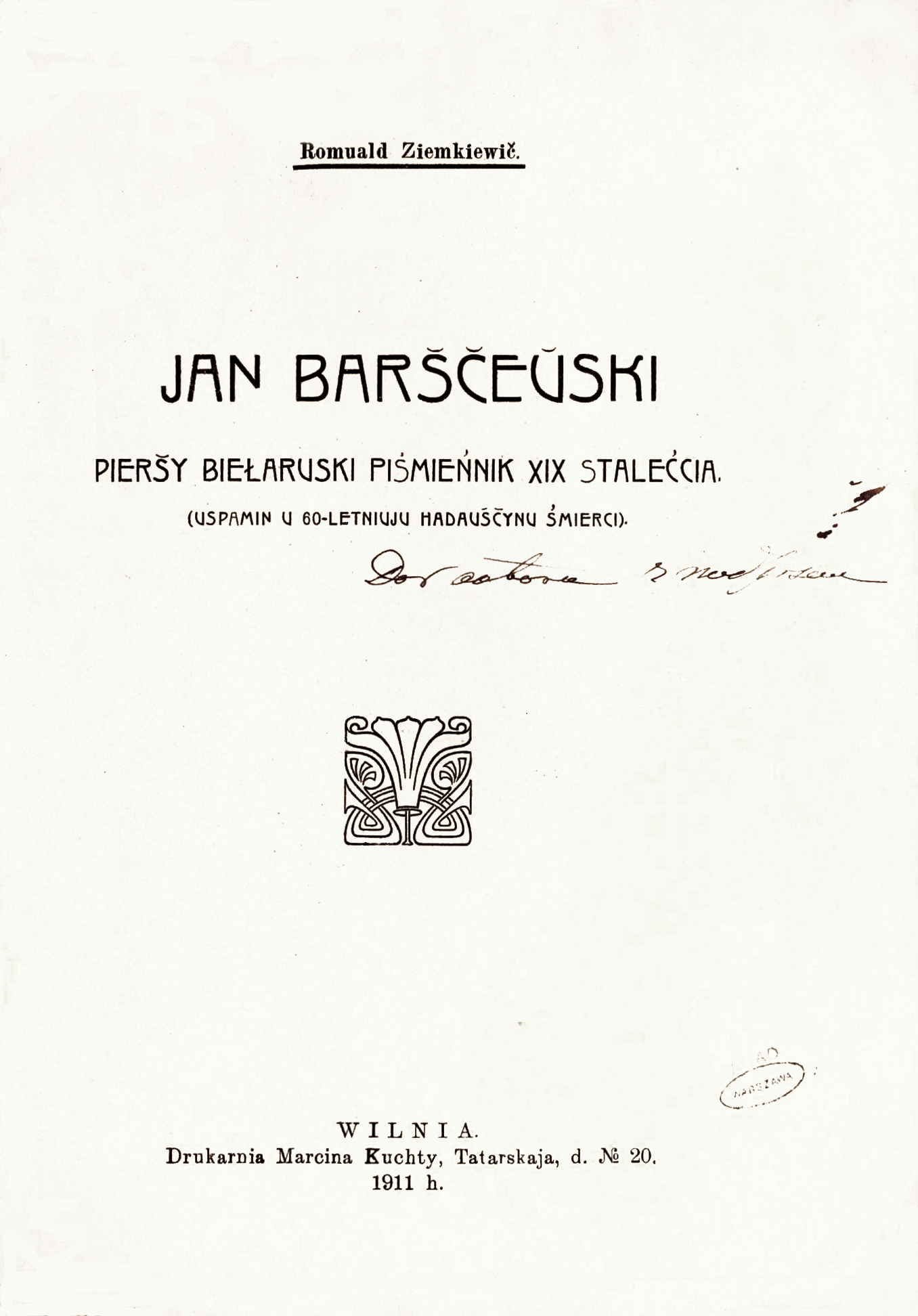
Książka Romualda Ziemkiewicza poświęcona Janowi Barszczewskiemu, wydana w Wilnie w 1911 roku

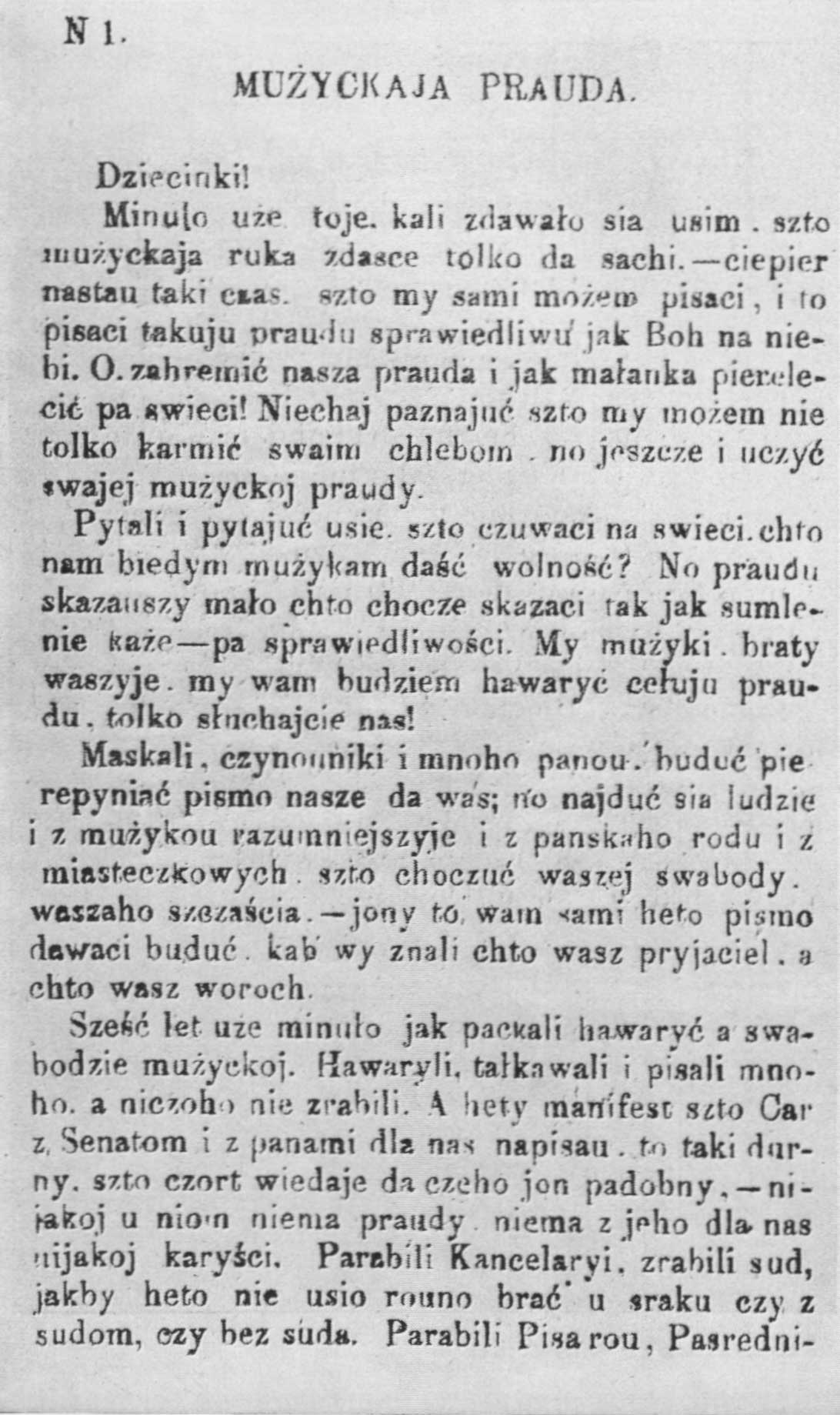
Pierwszy numer "Mużyckiej Praudy" Konstantego Kalinowskiego (1863), jeden z pierwszych przykładów użycia łacinki białoruskiej

Po upadku Związku Radzieckiego i uzyskaniu niepodległości przez Białoruś rozpoczęto pracę nad przywróceniem łacinki do zapisu języka białoruskiego, ale używana jest ona bardzo rzadko. Posługuje się nią na przykład środowisko skupione wokół tygodnika „Nasza Niwa” i pisma Arche oraz zespół N.R.M. – większość tytułów ich płyt i piosenek jest zapisana właśnie łacinką.

## Alfabet
| Litera   | Wymowa IPA                                                                                 |
| -------- | ------------------------------------------------------------------------------------------ |
| A a      | a                                                                                          |
| B b      | b                                                                                          |
| C c      | ʦ – jak polskie c; w wersji miękkiej (przed i) dźwięk wymawiany jak cj w końcówce -cja     |
| Ć ć      | ʦʲ – dźwięk wymawiany jak „syczące” cj                                                     |
| Č č      | ꭧ – jak polskie cz (zawsze twarde)                                                         |
| D d      | d (zawsze twarde)                                                                          |
| E e      | ɛ – jak polskie e                                                                          |
| F f      | f                                                                                          |
| G g      | ɡ – jak polskie g                                                                          |
| H h      | ɣ – jak dźwięczne polskie h                                                                |
| I і      | i; po spółgłosce a przed samogłoską tylko jako znak zmiękczenia                            |
| J j      | j                                                                                          |
| K k      | k                                                                                          |
| L l      | ʎ – jak polskie miękkie l                                                                  |
| Ł ł      | ɫ – kresowe (welaryzowane) ł                                                               |
| M m      | m                                                                                          |
| N n      | n; w wersji miękkiej (przed i) – jak ń                                                     |
| Ń ń      | ɲ – jak polskie ń                                                                          |
| O o      | ɔ – jak polskie o                                                                          |
| P p      | p                                                                                          |
| R r      | r (zawsze twarde)                                                                          |
| S s      | s; w wersji miękkiej (przed i) dźwięk wymawiany jak sj w końcówce -sja                     |
| Ś ś      | sʲ – dźwięk wymawiany jak „syczące” sj                                                     |
| Š š      | ʂ – jak polskie sz (zawsze twarde)                                                         |
| T t      | t (zawsze twarde)                                                                          |
| U u      | u                                                                                          |
| Ŭ ŭ      | w – u niezgłoskotwórcze – jak polskie ł lub u w słowie Europa                              |
| V v      | v – jak polskie w                                                                          |
| Y y      | ɨ – jak polskie y                                                                          |
| Z z      | z; w wersji miękkiej (przed i), dźwięk wymawiany jak zj w końcówce -zja                    |
| Ź ź      | zʲ – dźwięk wymawiany jak „syczące” zj                                                     |
| Ž ž      | ʐ – jak polskie ż (zawsze twarde)                                                          |
| Dwuznaki | Wymowa IPA                                                                                 |
| Ch ch    | x – jak polskie bezdźwięczne ch                                                            |
| Dz dz    | ʣ – jak polskie dz; w wersji miękkiej (przed і), dźwięk wymawiany jak dzj w końcówce -dzja |
| Dź dź    | ʣʲ – dźwięk wymawiany jak „syczące” dzj                                                    |
| Dž dž    | ꭦ – jak polskie dż (zawsze twarde)                                                         |

## Transliteracja tekstu z cyrylicy na łacinkę
| Cyrylica | Na początku wyrazu; po samogłosce | Po spółgłosce | Po miękkim znaku; po apostrofie | Po spółgłosce л |
| -------- | --------------------------------- | ------------- | ------------------------------- | --------------- |
| а        | a                                 | a             | –                               | a               |
| э        | e                                 | e             | –                               | e               |
| і        | i                                 | i             | ji                              | i               |
| о        | o                                 | o             | –                               | o               |
| у        | u                                 | u             | –                               | u               |
| ы        | –                                 | y             | –                               | y               |
| я        | ja                                | ia            | ja                              | a               |
| е        | je                                | ie            | je                              | e               |
| ё        | jo                                | io            | jo                              | o               |
| ю        | ju                                | iu            | ju                              | u               |

| Cyrylica | Normalnie              | Przed ь; przed: п, б, в, ф, м, с, з, ц, дз, л, н + я, е, ё, ю, ь |
| -------- | ---------------------- | ---------------------------------------------------------------- |
| б        | b                      | b                                                                |
| в        | v                      | v                                                                |
| г        | h, w wyrazach obcych g | h, w wyrazach obcych g                                           |
| д        | d                      | –                                                                |
| ж        | ž                      | –                                                                |
| з        | z                      | ź                                                                |
| й        | j                      | j                                                                |
| к        | k                      | k                                                                |
| л        | ł                      | l (także przed і, я, е, ё, ю)                                    |
| м        | m                      | m                                                                |
| н        | n                      | ń                                                                |
| п        | p                      | p                                                                |
| р        | r                      | –                                                                |
| с        | s                      | ś                                                                |
| т        | t                      | –                                                                |
| ў        | ŭ                      | ŭ                                                                |
| ф        | f                      | f                                                                |
| х        | ch                     | ch                                                               |
| ц        | c                      | ć                                                                |
| ч        | č                      | –                                                                |
| ш        | š                      | –                                                                |
| ь        | –                      | –                                                                |
| '        | –                      | –                                                                |

## Przykład literacki
Wiersz Natalli Arsieńniewy pt. „Mahutny Boża”
| Cyrilica: Магутны Божа Магутны Божа, ўладар сусьветаў, Вялікіх сонцаў і сэрц малых! Над Беларусяй ціхай і ветлай Рассып праменьні свае хвалы. Дай спору ў працы штодзённай шэрай, На лусту хлебу, на родны край, Павагу, сілу і веліч веры У нашу праўду, у прышласьць – дай! Дай урадлівасьць жытнёвым нівам, Учынкам нашым пашлі ўмалот! Зрабі свабоднай, зрабі шчасьлівай Краіну нашу і наш народ! | Łacinka: Mahutny Boža Mahutny Boža, ŭładar suśvietaŭ, Vialikich soncaŭ i serc małych! Nad Biełarusiaj cichaj i vietłaj Rassyp pramieńni svaje chvały. Daj sporu ŭ pracy štodzionnaj šeraj Na łustu chlebu, na rodny kraj, Pavahu, siłu i vielič viery U našu praŭdu, u pryšłaść – daj! Daj uradlivaść žytniovym nivam, Učynkam našym pašli ŭmałot! Zrabi svabodnaj, zrabi ščaślivaj Krainu našu i naš narod! | Tłumaczenie Wszechmocny Boże Wszechmocny Boże, władco Wszechświata, Wielkich słońc i małych serc! Nad Białorusią cichą i życzliwą Rozsyp promienie swojej chwały. Daj zapał w pracy codziennej szarej, Na pajdę chleba, na ojczysty kraj, Powagę, siłę i wielkość wiary W naszą prawdę, w przyszłość – daj! Daj urodzaj żytnym niwom, Uczynkom naszym ześlij plony! Uczyń wolną, uczyń szczęśliwą Naszą krainę i naród nasz! |